# Lykourgos Logothetis

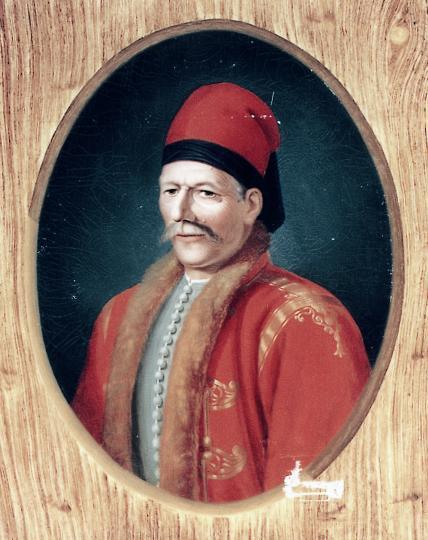
Porträt von Lykourgos Logothetis, gemalt von Dionysios Tsokos. Aufbewahrt im Nationalen Historischen Museum Athen.

Lykourgos Logothetis (griechisch Λυκούργος Λογοθέτης; * 10. Februar 1772 in Karlovassi, Samos; † 25. Mai 1850 in Athen), bürgerlich Georgios Paplomatas (Γεώργιος Παπλωματάς), war ein griechischer Militär, Politiker und Freiheitskämpfer. Im Rahmen der Griechischen Revolution führte er den Aufstand auf Samos an.

## Frühes Leben

### Die frühen Jahre auf Samos
Lykourgos’ Vater war ein wohlhabender Reeder und im Teppichhandel tätig. Lykourgos besuchte und beendete die Schule auf seiner Heimatinsel Samos. Bereits in dieser Zeit kam er durch europäische Händler auf Samos mit den freiheitlichen Idealen der Französischen Revolution in Kontakt. Auf der Insel formierte sich die Gruppe der Karmanioloi, deren Anführer er wurde. Der Name der Gruppe leitete sich vom französischen Revolutionslied Carmagnole ab.

### Wirken in Moldawien und der Walachei
In Konstantinopel begann Lykourgos ein Studium oder eine Ausbildung. Anschließend arbeitete er für das Ökumenische Patriarchat im Dienst des Osmanischen Reiches. Später erhielt er Positionen in Moldawien und in der Walachei, wo es gelegentlich zu Aufständen gegen das Reich kam. Diese wurden jedoch von der Hohen Pforte niedergeschlagen. Das Osmanische Reich setzte seit 1715 landesfremde Verwalter, sogenannte Woiwoden, aus einflussreichen Familien wie den Phanarioten ein, um Aufstände zu verhindern.
Unter Konstantin Ypsilantis, dem Fürsten der Walachei und Vater der späteren Schlüsselfiguren der Griechischen Revolution, Alexander und Dimitrios Ypsilantis, diente er als Sekretär. Nach dessen Sturz übernahm er unter Alexandros Soutzos, dem neuen Herrscher, die Ämter des Schatzmeisters und Logothetis (Kanzlers).

### Rückkehr nach Samos und Exil
Im Jahr 1802 kehrte er nach Samos zurück und widersetzte sich der Willkürherrschaft der griechischen Archonten (wahrscheinlich der Kotzabasiden) sowie des türkischen Gouverneurs von Samos. Letzterer ließ ihn wegen Hochverrats inhaftieren. Nach zwei Jahren wurde er begnadigt und floh nach Smyrna.
Im Jahr 1805 kehrte er wieder nach Samos zurück. Die politische Landschaft auf Samos wurde in dieser Zeit von einem Konflikt zwischen zwei Gruppen dominiert: den progressiven Karmanioloi (auch Carmagnoles genannt), die politische und soziale Reformen anstrebten, und den konservativen Kallikantzaroi (abgeleitet von Kallikantzaros) , die mit der osmanischen Verwaltung zusammenarbeiteten und das bestehende System verteidigten.
Zwischen 1807 und 1812 setzten sich die Karmanioloi durch und führten mithilfe einer demokratischen Versammlung Reformen durch. Ihre Ziele umfassten Gerechtigkeit, Meinungsfreiheit, Solidarität und die Herrschaft des Volkes. Nach 1812 verloren die Karmanioloi jedoch ihre Macht, und ihr Anführer Lykourgos Logothetis wurde verfolgt. Er floh nach Konstantinopel, während die osmanischen Behörden die übrigen Mitglieder der Karmanioloi zwangen, die Insel zu verlassen.
In den 1810er Jahren kehrte Lykourgos Logothetis immer wieder nach Samos zurück, reiste aber auch häufig ab. Er musste 1818 erneut nach Smyrna ausweichen, wo er als Chemiker arbeitete. Während seines Exils nahm er auch seinen revolutionären Namen Lykourgos Logothetis an, unter dem er später bekannt wurde. Im selben Jahr trat er der Filiki Eteria bei, einer Geheimorganisation, die die Befreiung Griechenlands vom Osmanischen Reich anstrebte.

## Beteiligung an der Griechischen Revolution

### Die ersten Jahre der Revolution (1821–1824)

Die Flagge der Samischen Revolution zeigt die Embleme der Filiki Etaireia sowie die Initialen des Mottos „Freiheit oder Tod“. Sie wurde vor allem in der frühen Phase der Revolution verwendet.

Nach dem Ausbruch der Griechischen Revolution im Jahr 1821 kehrte Lykourgos Logothetis am 24. April nach Samos zurück. Durch eine Wahl übernahm er gemeinsam mit anderen die Führung des Aufstands gegen das Osmanische Reich auf seiner Heimatinsel. Am 8. Mai 1821 hisste er auf seiner Festung die Flagge der Revolution und vertrieb die osmanischen Behörden von der Insel. Im selben Jahr verstärkte er seine Festung.
Lykourgos Logothetis stellte Einsatzgruppen zusammen, die Raubzüge auf das gegenüberliegende kleinasiatische Festland unternahmen. Diese Überfälle auf türkischem Gebiet verfolgten einen doppelten Zweck: Einerseits sollten Waffen, Lebensmittel und Vieh beschafft werden, andererseits sollten sie die osmanische Regierung provozieren und die lokale Bevölkerung in Panik versetzen. „Die Überfälle auf den asiatischen Raum übertreffen alle in sie gesetzten Erwartungen. Sie stärken außer dem das Ansehen der Insel und räumen ihr damit einen besonderen Platz in der Vorhut der griechischen Revolutio ein“.

Ein türkischer Landungsversuch auf der Insel Samos im Sommer 1821 konnte zunächst durch die Kanonen der Burg von Lykourgos abgewehrt werden. Am 5. Juli erreichten jedoch türkische Landungsboote die Nähe seiner Festung, wurden aber erfolgreich zurückgeschlagen.

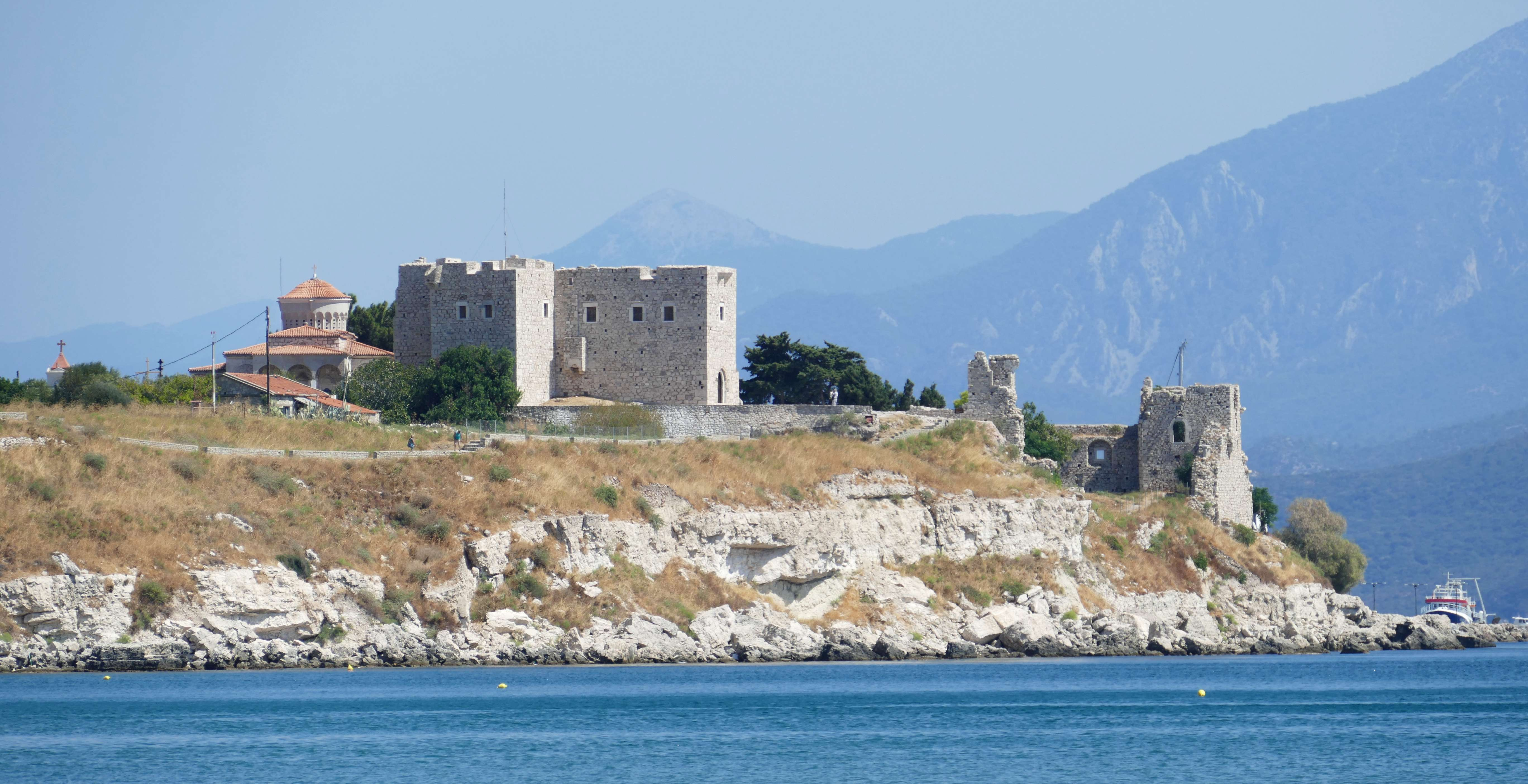
Die Festung Logothetis, benannt nach Lykourgos Logothetis, liegt in der Nähe von Pythagorio. Links befindet sich die Kirche Metamorphosis, die nach der Befreiung der Insel errichtet wurde.

Am 11. März 1822 erhielt Samos Unterstützung von der benachbarten Insel Chios. Auf Anweisung von Dimitrios Ypsilantis wurde eine militärische Expedition unter der Führung von Lykourgos Logothetis organisiert. Die Expedition endete jedoch in einem Misserfolg und trug zum Chios-Massaker bei, wofür Logothetis deutliche Kritik einstecken musste.
Im Jahr 1824 kam es an der Festung Logothetis zu militärischen Auseinandersetzungen zwischen den Einwohnern von Samos und den Osmanen. Im selben Jahr beschloss Logothetis, die zerstörte Burg auf Samos wieder aufzubauen. Er wählte dafür den strategisch günstigen Standort Tigani aufgrund seiner Nähe zur damaligen Hauptstadt Chora und der Gefahr osmanischer Angriffe. Um das Projekt voranzutreiben, sammelte er finanzielle Unterstützung, organisierte Baumaterial und Arbeiter. Beim Bau wurden vor Ort verfügbare Materialien verwendet, darunter Spolien und Marmor, der zu Kalk verbrannt wurde. Logothetis zeigte sich dabei als pragmatischer und entschlossener Führer, der die Verteidigung der Insel stärken wollte.

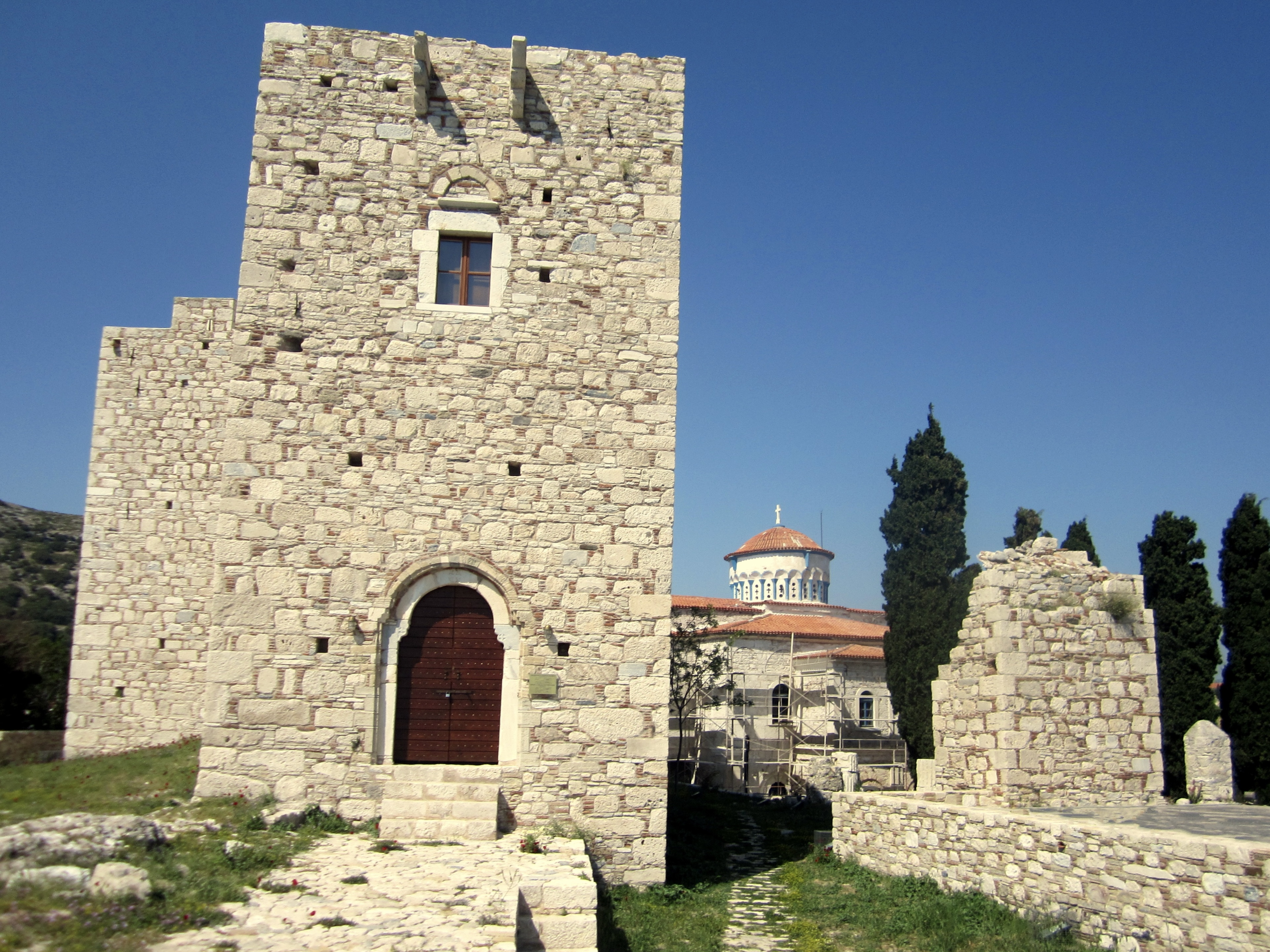
Der Eingang der Festung Logothetis

### Späte Revolutionsjahre und Lebensabend (1829–1850)
Am 16./28. März 1829 wurde er zum Mitglied des Panellinions ernannt und anschließend bewusst aus seiner Heimat entfernt. Vom 14. August 1829 bis zum 28. März 1830 diente er als Außerordentlicher Kommissar für Lakonien und Niedermessenien.
Trotz der Bemühungen konnte Samos durch die Revolution nicht befreit werden. Durch die Intervention der Großmächte im Jahr 1833 kehrte die Insel unter osmanische Oberhoheit zurück, jedoch als ein autonomes Fürstentum. Logothetis war gezwungen, die Insel vollends zu verlassen, die von ihm gegründete provisorische Regierung aufzugeben und ins unabhängige Königreich Griechenland überzusiedeln. Er zog nach Athen, trat dort in die Politik ein und erhielt den Posten eines Senators.
Im Juli 1834 erzwang eine osmanische Flotte die Umsetzung der Beschlüsse des Londoner Protokolls auf Samos. Die Hohe Pforte ernannte daraufhin einen Gouverneur, und Stefanos Bogoridi wurde zum ersten Herrscher des neu gegründeten Fürstentums Samos.
Lykourgos Logothetis starb am 25. Mai 1850 in Athen an Herzversagen.

## Andenken

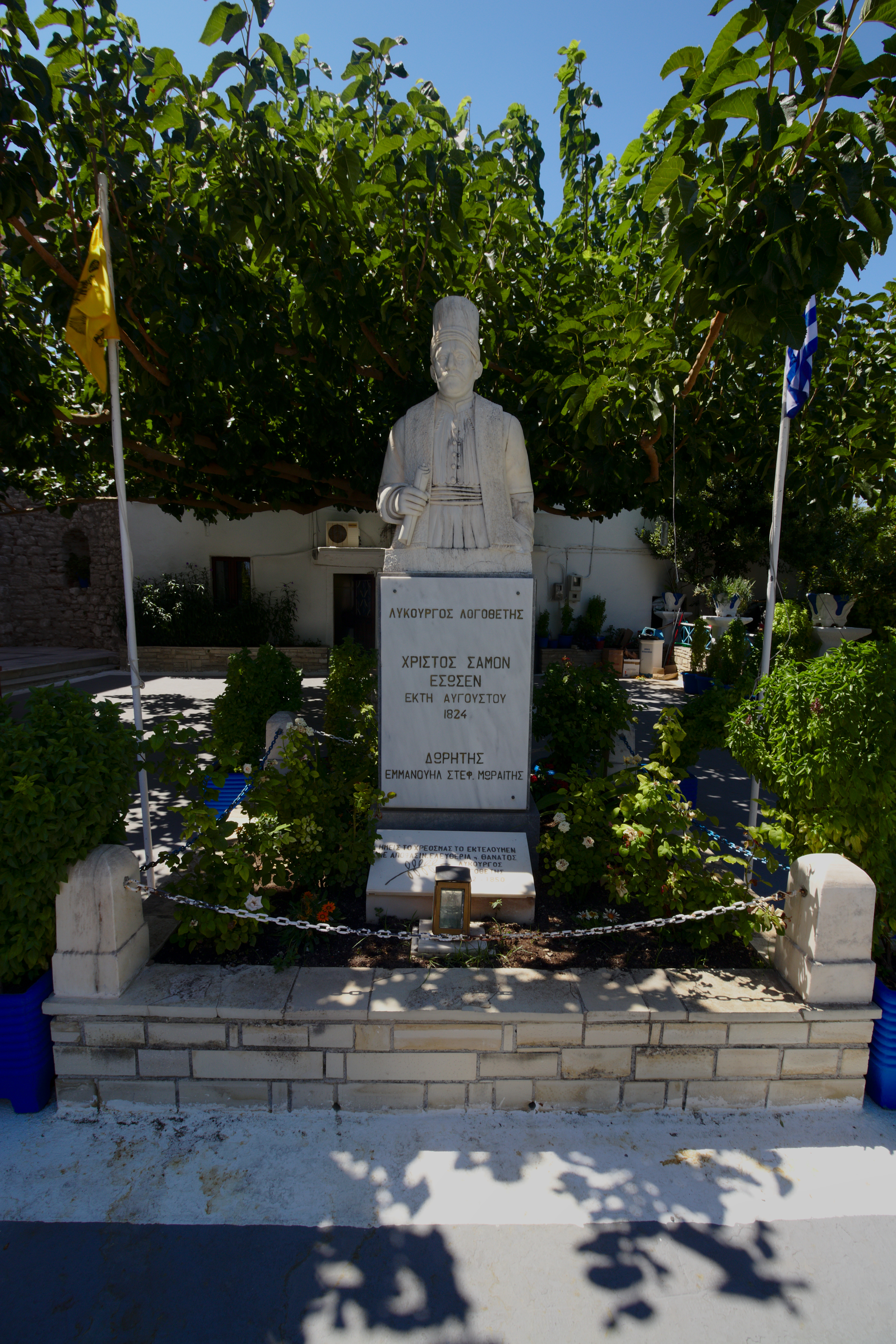
Denkmal für Lykourgos Logothetis auf Samos.

Die Logothetis-Festung ist bis heute sehr gut erhalten geblieben.
Zur Erinnerung an den Sieg von Lykourgos Logothetis gegen die gelandeten türkischen Einheiten am 5. Juli 1821 steht an jenem Ort, dem Kap Fonias (das nach der Schlacht den Namen „Mörderkap“ erhielt), eine Säule mit der folgenden Inschrift: „Unter dem obersten Befehl von Lykourgos Logothetis und seinen Männern Kapetanios Lachanas, Kontaxis und Melachrinos schlugen hier die Samier am 5. Juli 1821 die Horden von Karalis und retteten die Heimat.“